# أكيرا (مانغا)
أكيرا هي سلسلة مانغا يابانية من كتابة كاتسوهيرو أوتومو تم نشرها في الفترة ما بين 1982 و1990 في مجلة مجلة يونغ الأسبوعية.